# ヤコブ・ニーストルップ
ヤコブ・ニーストルップ（Jacob Neestrup、1988年3月8日 - ）は、デンマーク・コペンハーゲン出身の元サッカー選手、現サッカー指導者。現役時代のポジションはMF。2022年9月よりFCコペンハーゲンの監督を務めている。

## 経歴
FCコペンハーゲンの下部組織を経て、2006-07シーズンにトップチームデビューを果たしたが、ポジションを確保することは出来なかった。その後は北欧のクラブを転々とし、2011年に現役を引退。プロ通算30試合出場にも満たない現役生活だった。
引退後から指導者になるための勉強を始め、古巣FCコペンハーゲンのユースチームやアシスタントコーチとして指導経験を積んだ。2019年6月20日、デンマーク・ファーストディビジョンに所属していたヴィボーFFの新監督に就任した。就任2シーズン目の2020-21シーズン、リーグ戦で首位に立っていたものの、FCコペンハーゲンの監督に選ばれたイェス・トルップからの希望により、ヴィボーでの監督を辞任してトルップのアシスタントコーチを務めることを選んだ。
2022年9月20日、解任されたイェス・トルップの後任としてコペンハーゲンの監督に就任した。1シーズン目は国内2冠を果たすと、翌シーズンのUEFAチャンピオンズリーグでは、FCバイエルン・ミュンヘンとマンチェスター・ユナイテッドFC、ガラタサライSKと同組となったグループステージを2位で通過するという結果にチームを導いたが、ベスト16で昨シーズン大会王者のマンチェスター・シティFCに敗れた。

## タイトル

### 監督
コペンハーゲン
- デンマーク・スーペルリーガ : 1回 (2022-23)
- デンマーク・カップ : 1回 (2022-23)